# 鏈黴素
链霉素（英語：Streptomycin）是一种抗生素，为第一个氨基糖苷类抗生素，也是第一个应用于治疗肺结核的抗生素，从革兰氏阳性的放线菌鏈黴菌屬培养液中分离出来的。其硫酸盐为白色或微黄色粉末或结晶，易溶于水，性较稳定。

## 发现历史
1943年10月19日由位于美国新泽西州罗格斯大学的赛尔曼·A·瓦克斯曼实验室分离成功。赛尔曼·A·瓦克斯曼实验室还成功分离了放线菌素、展青霉素、新霉素、殺念菌素等等。瓦克斯曼首先将链霉素用于治疗肺结核病人。他的博士研究生艾伯特·沙茨认为链霉素是他亲自分离成功的，以至1950年3月起诉到法院。沙茨對瓦克斯曼提起了一項關於鏈黴素發現過程的細節與功勞的訴訟。最後的結果是两人庭外和解，罗格斯大学发明声明承认沙茨是链霉素法律上和科学意义上的共同发现者，给予沙茨12万美元的外国专利收入和3%的美国专利收入（相当于获得了持续7年每年$15,000）。后来瓦克斯曼把诺贝尔奖奖金赠给罗格斯大学做研究基金。但科学界一般认为，瓦克斯曼采取了正确的筛选方法以后，当时他手下有足足50名研究生与试验员在从事这件工作，其中任何一人都有可能发现链霉素。 
瓦克斯曼因此于1952年10月获得诺贝尔生理学或医学奖，理由是"for the discovery of streptomycin"。沙茨致函瑞典诺贝尔奖委员会称自己也是链霉素发现者要求分享诺奖。1952年12月12日诺贝尔奖颁奖时，诺奖委员会把瓦克斯曼获奖理由表述为：创造性的、系统的成功研究了土壤微生物以至于发现了链霉素（"ingenious, systematic and successful studies of the soil microbes that led to the discovery of streptomycin" ）。
瓦克斯曼也创立了一个该类药物的新名词——抗生素。

## 作用机理
链霉素和其他的氨基糖苷类药物一样是透过干扰细菌蛋白质合成而发挥抗菌作用的。链霉素结合了细菌核糖体的30S亚基上的16S rRNA，干扰甲酰甲硫氨酸tRNA（formyl-methionyl-tRNA）与30SrRNA的连接，阻断细菌蛋白质的合成。人类与细菌的核糖体结构不同, 从而使链霉素选择性地抑制细菌繁殖。
链霉素一般作肌肉注射；口服不易吸收，只适用于肠道感染。

## 副作用及毒性

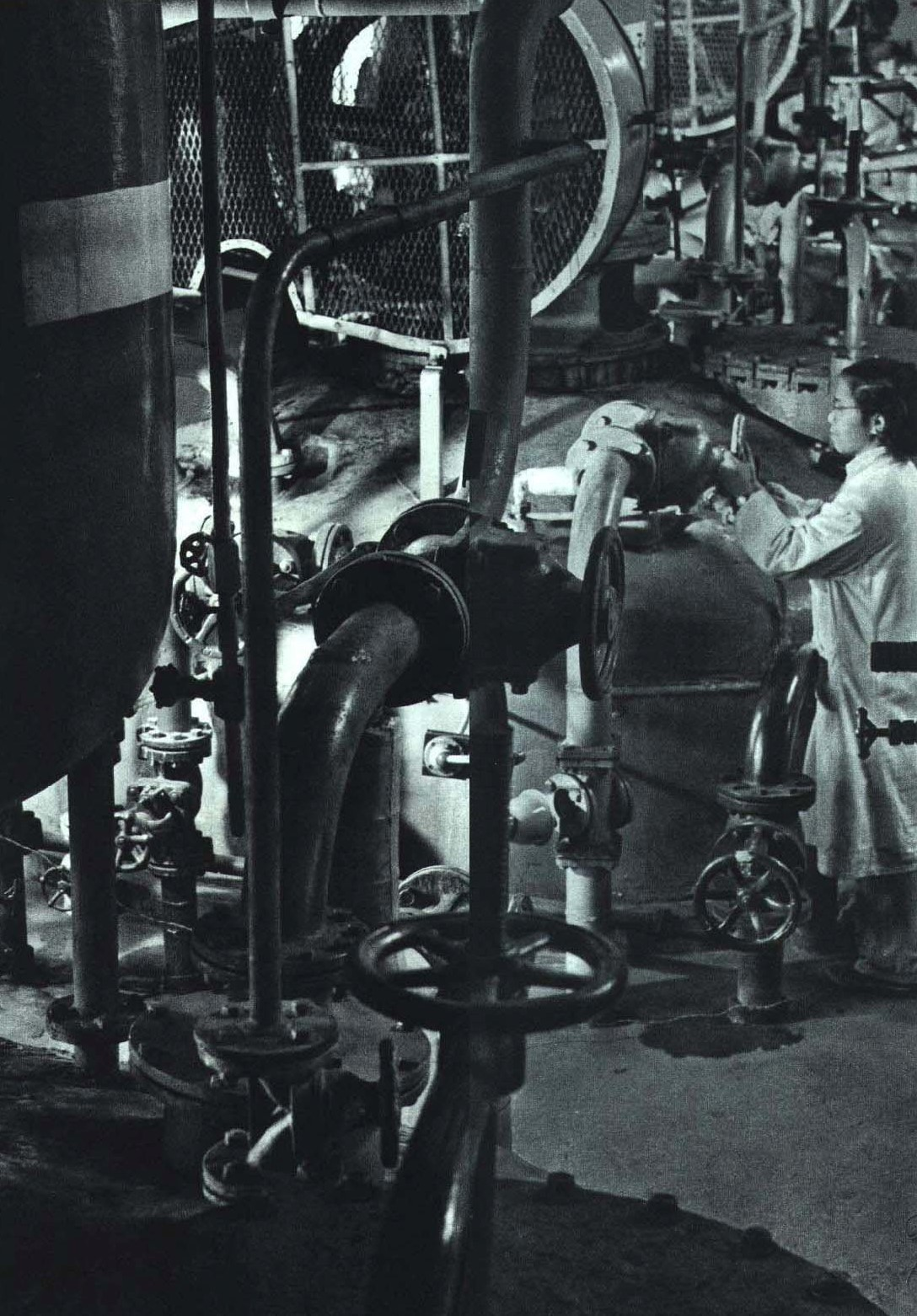
1964年上海第四制药厂链霉素车间

- 链霉素常见的毒副作用是耳毒性，因为链霉素会在耳内蓄积，损害前庭神经和耳蜗神经。链霉素可导致永久性听力丧失。
- 链霉素会在肾脏蓄积而损害肾脏，有明显的肾毒性。
- 链霉素在某些病人会有过敏反应。

由于链霉素这些毒性，使其应用受到一定限制。

## 治疗用途
抗菌范围广，对结核杆菌有显著的抑菌和杀菌作用。
- 治疗结核病，但易復發，復發後結核菌有抗药性，無法再予鏈黴素治療；所以为减少抗药性的产生，常与其他抗结核药如氨水杨酸或异烟肼合用。
- 鼠疫，链霉素，氯霉素和四环素可用于治疗鼠疫；
- 肠球菌所致的心内膜炎。